# 祝味菊
祝味菊（1884年—1951年），號傲霜軒主，生於浙江山陰（今紹興縣），著名中醫師，擅用附子，有「祝附子」、「祝火神」之稱，被稱為火神派。

## 生平
祝味菊家中世代為醫，後隨其父至四川行醫，在此其間，曾隨鄭欽安弟子習醫。1917年，考取四川軍醫學校，學習兩年畢業後，1919年，隨日本教師石田，一同至日本考察醫學。1926年，由四川移居上海。
在上海期間，他認為當地流行的溫病學派治法，療效不佳，不足以治病，於是創造了傷寒五階段理論。

## 著作
著有《傷寒質難》。